# Давід Гарсія (футболіст, 1981)
Давід Гарсія де ла Крус (ісп. David García de la Cruz, нар. 16 січня 1981, Манреза, Іспанія) — іспанський футболіст, що грав на позиції захисника.
Виступав, зокрема, за клуб «Еспаньйол», а також національну збірну Каталонії.
Володар Кубка Іспанії з футболу. 

## Клубна кар'єра
Народився 16 січня 1981 року в місті Манреза. Вихованець футбольної школи клубу «Еспаньйол».
У дорослому футболі дебютував 1999 року виступами за команду «Еспаньйол Б», в якій провів два сезони, взявши участь у 31 матчі чемпіонату. З 2000 року — гравець першої команди «Еспаньйолу». Відіграв за барселонський клуб наступні одинадцять сезонів своєї ігрової кар'єри. За цей час виборов титул володаря Кубка Іспанії з футболу.
Завершив професійну ігрову кар'єру у клубі «Жирона», за команду якого виступав протягом 2011—2015 років.

## Виступи за збірні
Протягом 2001–2003 років залучався до складу молодіжної збірної Іспанії. На молодіжному рівні зіграв у 2 офіційних матчах.
2004 року дебютував в офіційних матчах у складі збірної Каталонії. Протягом кар'єри у цій команді провів у її формі 7 матчів.

## Титули і досягнення
- Володар Кубка Іспанії з футболу (1):

«Еспаньйол»:  2005-2006